# نصيب الأصغر
أبو الحجناء نصيب الأصغر (؟ - ~ 175 هـ/791) شاعر عربي مخضرم شهد العصر الأموي والعصر العباسي الأوَّل، تُنسَب إليه قصائد أكثرها في مديح الحكام.

## سيرته
نشأ نصيب الأصغر في بادية اليمامة، وهو عبد زنجي حبشي، انتقل إلى خدمة المهدي في فترة خلافة أبيه، أبو جعفر المنصور، واعتقه المهدي بعد أن أُعجِب بشعره، وزوَّجه أمةً وأسكنه في الكوفة. امتدح نصيب الأصغر كثيراً من الحكام، وأكثر شعره في مدح المهدي، وامتدح أيضاً: شيبة بن الوليد العبسي، ثُمامة بن الوليد العبسي، عبد الله بن محمد الأشعث. وسُجِنَ نصيب في اليمن عندما أرسله المهدي هناك ليجلب إبلاً مهرية، وكتب إلى عامله في اليمن أن يُعطِيه عشرين ألف دينار ثمن الإبل، أضاعها نصيب في الطعام والشراب واللهو، لكنَّ المهدي عفا عنه عندما جُلِبَ إليه مُكبَّلاً. عمَّر نصيب الأصغر إلى خلافة هارون الرشيد، الذي أوكل إليه أعمال في الكوفة والشام تكسَّب منها، وكان هارون الرشيد يُفضِّله على بقيَّة الشعراء. وكانت تربطه بالبرامكة صلات وثيقة، وتقرَّب من الفضل بن يحيى. اختلفت الروايات حول تاريخ وفاته، فيذكر بعضها أنَّه تُوفِّي قبل عام 175هـ، بينما تذكر روايات أخرى أنَّ وفاته كانت بعد 190هـ.
أجادت ابنته حجناء الشعر بدورها، وهي التي تكنَّى بها، وتُنسَب إليها قصيدتان الأولى تمدح فيها المهدي، والأخرى تمدح فيها ابنة المهدي.

## شعره
أسلوب نصيب الأصغر في شعره تقليدي عفيف، ولم ينجر وراء الشعراء المُحدِّثين في عصره، وتناول في شعره إلى جانب المديح الغزل والهجاء والفخر.